# Gonomyia cooloola
Gonomyia cooloola là một loài ruồi trong họ Limoniidae. Chúng phân bố ở miền Australasia.